# Nouzerolles
Nouzerolles est une commune française située dans le département de la Creuse en région Nouvelle-Aquitaine. Ses habitants sont appelés les Nouzerollois.

## Géographie

### Localisation
Nouzerolles est une commune au nord du Pays Dunois, limitrophe du département de l'Indre et de la région Centre-Val de Loire.
La commune est située à environ 13 kilomètres au nord-est de Dun-le-Palestel.
La commune est limitrophe des communes de Lourdoueix-Saint-Michel dans l’Indre et de Méasnes, Lourdoueix-Saint-Pierre et Fresselines dans la Creuse.
| Lourdoueix-Saint-Michel Indre |             | Méasnes                 |
|                               | Nouzerolles | Lourdoueix-Saint-Pierre |
| Fresselines                   |             |                         |

### Lieux-dits, écarts et hameaux
- Baillevent, le Baron, le Bragoulet, le Grand Domaine, la Jarrige, le Puy Balièbre et la Rapidière.

### Climat
Pour des articles plus généraux, voir Climat de la Nouvelle-Aquitaine et Climat de la Creuse.
Historiquement, la commune est dans une zone de transition entre le climat océanique limousin et le climat montagnard.  
En 2020, Météo-France publie une typologie des climats de la France métropolitaine dans laquelle la commune est dans une zone de transition entre le climat océanique altéré et le climat de montagne et est dans la région climatique  Ouest et nord-ouest du Massif Central, caractérisée par une pluviométrie annuelle de 900 à 1 500 mm, maximale en automne et en hiver.
Pour la période 1971-2000, la température annuelle moyenne est de 10,8 °C, avec  une amplitude thermique annuelle de 15 °C. Le cumul annuel moyen de précipitations est de 908 mm, avec 12,3 jours de précipitations en janvier et 7,9 jours en juillet. Pour la période 1991-2020, la température moyenne annuelle observée sur la station météorologique la plus proche, située sur la commune de Dun-le-Palestel à 10,39 km à vol d'oiseau, est de 0,0 °C et le cumul annuel moyen de précipitations est de 0,0 mm,. Pour l'avenir, les paramètres climatiques de la commune estimés pour 2050 selon différents scénarios d’émission de gaz à effet de serre sont consultables sur un site dédié publié par Météo-France en novembre 2022.

## Urbanisme

### Typologie
Au 1er janvier 2024, Nouzerolles est catégorisée commune rurale à habitat dispersé, selon la nouvelle grille communale de densité à 7 niveaux définie par l'Insee en 2022.
Elle est située hors unité urbaine et hors attraction des villes,.

### Occupation des sols
L'occupation des sols de la commune, telle qu'elle ressort de la base de données européenne d’occupation biophysique des sols Corine Land Cover (CLC), est marquée par l'importance des territoires agricoles (78,8 % en 2018), une proportion identique à celle de 1990 (78,8 %). La répartition détaillée en 2018 est la suivante : 
zones agricoles hétérogènes (34,9 %), prairies (30,9 %), forêts (17 %), terres arables (13,1 %), zones urbanisées (4,2 %). L'évolution de l’occupation des sols de la commune et de ses infrastructures peut être observée sur les différentes représentations cartographiques du territoire : la carte de Cassini (XVIIIe siècle), la carte d'état-major (1820-1866) et les cartes ou photos aériennes de l'IGN pour la période actuelle (1950 à aujourd'hui).

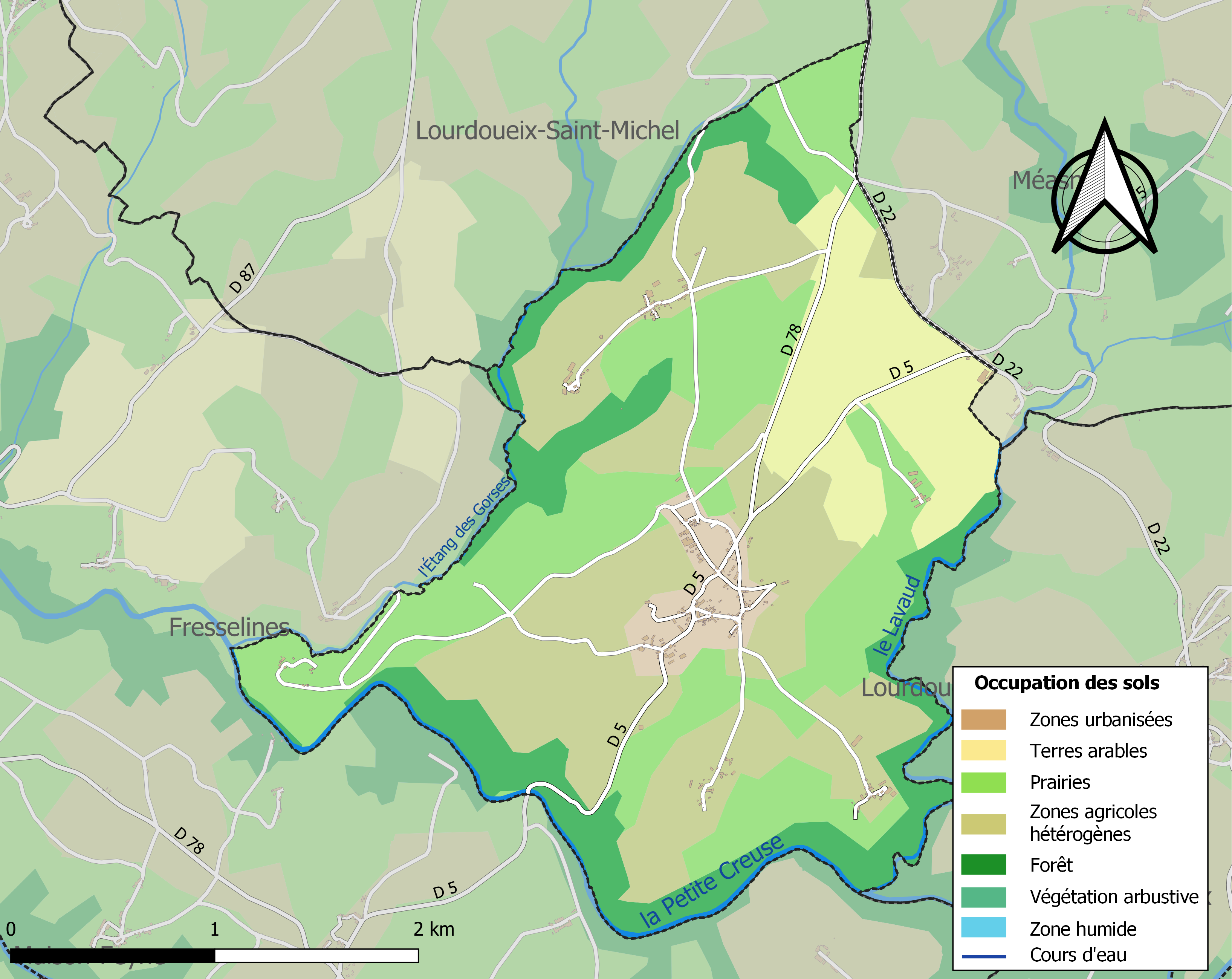
Carte des infrastructures et de l'occupation des sols de la commune en 2018 (CLC).

### Risques majeurs
Le territoire de la commune de Nouzerolles est vulnérable à différents aléas naturels : météorologiques (tempête, orage, neige, grand froid, canicule ou sécheresse), inondations et séisme (sismicité faible). Il est également exposé à un risque particulier : le risque de radon. Un site publié par le BRGM permet d'évaluer simplement et rapidement les risques d'un bien localisé soit par son adresse soit par le numéro de sa parcelle.

#### Risques naturels
Certaines parties du territoire communal sont susceptibles d’être affectées par le risque d’inondation par débordement de cours d'eau, notamment la Petite Creuse et le Lavaud. La commune a été reconnue en état de catastrophe naturelle au titre des dommages causés par les inondations et coulées de boue survenues en 1982 et 1999,.

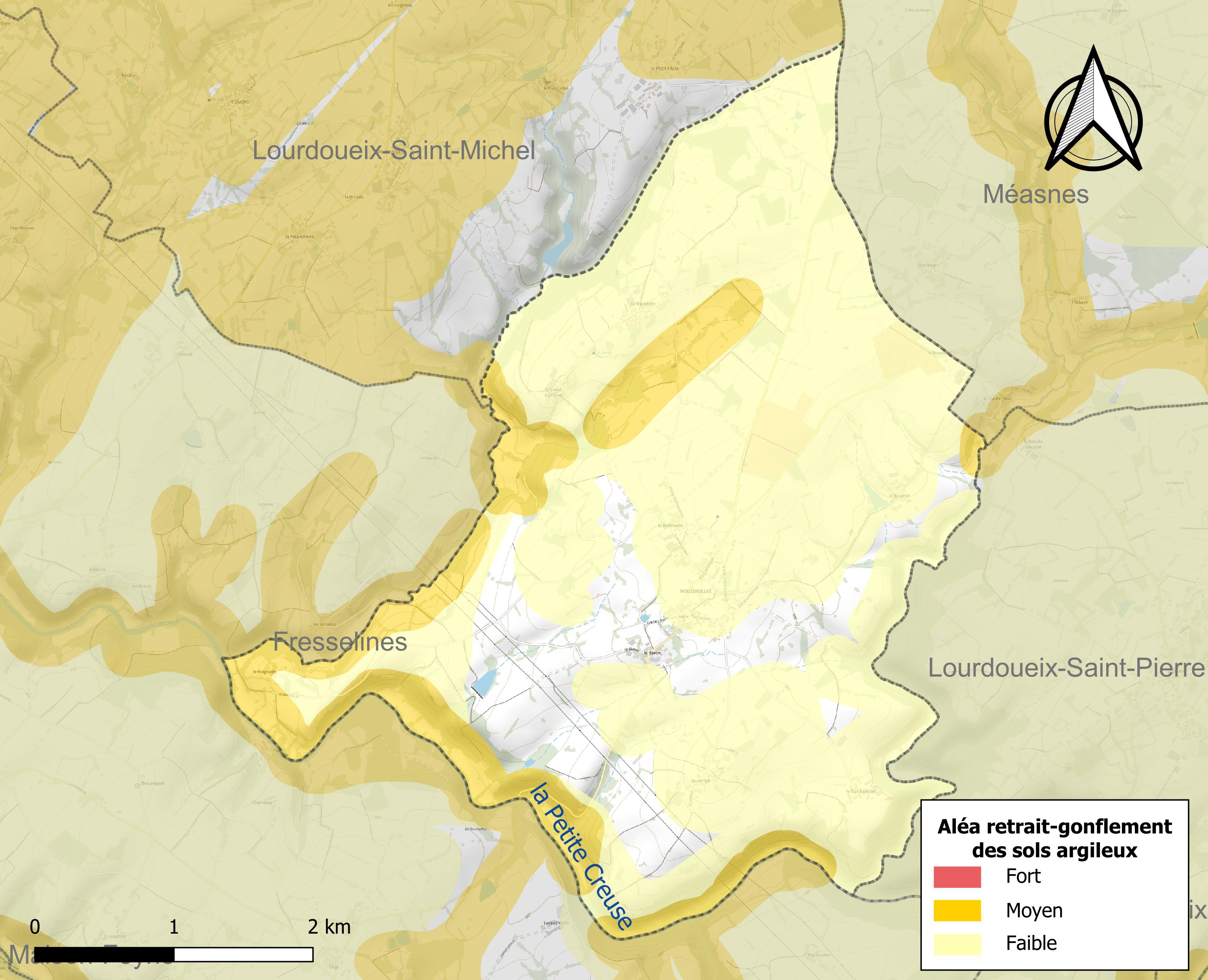
Carte des zones d'aléa retrait-gonflement des sols argileux de Nouzerolles.

Le retrait-gonflement des sols argileux est susceptible d'engendrer des dommages importants aux bâtiments en cas d’alternance de périodes de sécheresse et de pluie. 15,6 % de la superficie communale est en aléa moyen ou fort (33,6 % au niveau départemental et 48,5 % au niveau national). Sur les 114 bâtiments dénombrés sur la commune en 2019,  3 sont en aléa moyen ou fort, soit 3 %, à comparer aux 25 % au niveau départemental et 54 % au niveau national. Une cartographie de l'exposition du territoire national au retrait gonflement des sols argileux est disponible sur le site du BRGM,.
Par ailleurs, afin de mieux appréhender le risque d’affaissement de terrain, l'inventaire national des cavités souterraines permet de localiser celles situées sur la commune.
Concernant les mouvements de terrains, la commune a été reconnue en état de catastrophe naturelle au titre des dommages causés par des mouvements de terrain en 1999.

#### Risque particulier
Dans plusieurs parties du territoire national, le radon, accumulé dans certains logements ou autres locaux, peut constituer une source significative d’exposition de la population aux rayonnements ionisants. Certaines communes du département sont concernées par le risque radon à un niveau plus ou moins élevé. Selon la classification de 2018, la commune de Nouzerolles est classée en zone 3, à savoir zone à potentiel radon significatif.

## Toponymie
Le nom de Nouzerolles vient de la transformation d’un mot latin remontant à l’époque gallo-romaine, c’est le nom d’un arbre qui abondait dans la contrée, le noyer.
L’étymologie, nous décompose ainsi ce nom en Nucarium avec suffixe éola qui veut dire vent, air ou chant des noyers. Les noyers, à cette époque, étaient nombreux dans ce secteur de la Creuse, de la basse Marche. Nous trouvons aussi les noms de Nouziers (pays des noyers), Nouzerines (terre des noyers).
A Nouzerolles, il n’y a plus guère de noyers, les artisans menuisiers, ébénistes et surtout les sabotiers et pelletiers les ont fait disparaître et le déboisement a atteint son point culminant au XXe siècle.[réf. nécessaire]
Le nom en marchois (dialecte occitan de transition avec la langue d'oïl) est Noseròles.

## Histoire
En 1209, la seigneurie de Nouzerolles appartenait à Pierre Ajasson. Au XVe siècle, elle appartenait à la famille Blanchefort. En 1617, elle passa à François II de Chabannes qui se qualifiait de Comte de Saignes, Vicomte de Nouzerolles, Seigneur de Boislamy (près de Moutier Malcard) et de Marjol. Les Dechabannes restèrent seigneurs de Nouzerolles jusqu’à la Révolution.
Les cloches de l’église Saint-Pierre sont au nombre de trois. La plus grosse des trois mesurant environ 70 cm de diamètre et 80 cm de hauteur était appelée par les habitants « l’Ernestine » du prénom de sa marraine Ernestine Dubrac. Les deux autres, moins grosses ont été placées en 1895.
La famille Dubrac de Dun était en 1859 propriétaire du domaine de Nouzerolles dont les bâtiments sont au Baillevent. C’est cette famille qui a fait construire en 1806-1807 la grande maison appelée « le château » de la même architecture que le presbytère (1787-89) et la maison Guètre (1815).

## Politique et administration

### Liste des maires
| Période                                  | Période  | Identité            | Étiquette | Qualité                    |
| ---------------------------------------- | -------- | ------------------- | --------- | -------------------------- |
| Les données manquantes sont à compléter. |          |                     |           |                            |
| 1980                                     | 2001     | Jacques Pericat     | PC        | Forgeron                   |
| mars 2001                                | En cours | Jean-Pierre Laurent | DVG       | Retraité Fonction publique |

## Population et société

### Démographie
L'évolution du nombre d'habitants est connue à travers les recensements de la population effectués dans la commune depuis 1793. Pour les communes de moins de 10 000 habitants, une enquête de recensement portant sur toute la population est réalisée tous les cinq ans, les populations de référence des années intermédiaires étant quant à elles estimées par interpolation ou extrapolation. Pour la commune, le premier recensement exhaustif entrant dans le cadre du nouveau dispositif a été réalisé en 2008.

En 2022, la commune comptait 97 habitants, en évolution de −3,96 % par rapport à 2016 (Creuse : −3,32 %, France hors Mayotte : +2,11 %).
| 1793 | 1800 | 1806 | 1821 | 1831 | 1836 | 1841 | 1846 | 1851 |
| ---- | ---- | ---- | ---- | ---- | ---- | ---- | ---- | ---- |
| 308  | 316  | 305  | 310  | 341  | 367  | 366  | 386  | 370  |

| 1856 | 1861 | 1866 | 1872 | 1876 | 1881 | 1886 | 1891 | 1896 |
| ---- | ---- | ---- | ---- | ---- | ---- | ---- | ---- | ---- |
| 390  | 393  | 432  | 396  | 455  | 487  | 468  | 493  | 480  |

| 1901 | 1906 | 1911 | 1921 | 1926 | 1931 | 1936 | 1946 | 1954 |
| ---- | ---- | ---- | ---- | ---- | ---- | ---- | ---- | ---- |
| 456  | 452  | 424  | 345  | 316  | 345  | 300  | 270  | 250  |

| 1962 | 1968 | 1975 | 1982 | 1990 | 1999 | 2006 | 2008 | 2013 |
| ---- | ---- | ---- | ---- | ---- | ---- | ---- | ---- | ---- |
| 230  | 196  | 176  | 139  | 111  | 100  | 102  | 102  | 103  |

| 2018 | 2022 | - | - | - | - | - | - | - |
| ---- | ---- | - | - | - | - | - | - | - |
| 97   | 97   | - | - | - | - | - | - | - |

## Économie
- Exploitations agricoles.

## Culture locale et patrimoine

### Lieux et monuments
- L'église Saint Pierre ès Liens[23]

Nouzerolles possède une église en pleine campagne (à l'écart du bourg) avec son clocher en bardeaux de châtaignier. Petite construction rectangulaire, lambrissée et carrelée en pierre.
Il est difficile de dater de façon exacte la construction de l’église.
L’église est ce qui reste de l’ancien château féodal et de la chapelle des Seigneurs. Certaines parties datent du XIIe siècle. La charpente sur le chœur et la nef datent de 1684, mais le feu occasionné par la foudre ou d’autres calamités l’avait déjà ruinée comme pendant les guerres de religion (1569) ou la révolte des Croquants (1592).
- La chapelle Saint-Antoine.

Cet édifice date des XIVe et XVe siècles.
Juste avant la Révolution, le cimetière se trouvait sur la place actuelle du bourg jusqu’au chemin formant un triangle où au sommet est la chapelle dédiée à saint Antoine. Cette chapelle, au temps des seigneurs, servait d’église car l’actuelle n’était pas aménagée dans la nef.
La vieille croix de granit située devant la chapelle (à part la tête qui a été refaite par Charles Lavalette en 1920) était la croix du cimetière malgré la date (1874) qui a été gravée du temps de Félix Michelon, Maire de Nouzerolles de 1870 à 1878.